# 王義夫
王 義夫（おう ぎふ、1960年12月4日 - ）は、中華人民共和国の男子射撃選手。1992年バルセロナオリンピックと2004年アテネオリンピックで金メダルを獲得している。1984年ロサンゼルスオリンピックから6大会連続で夏のオリンピックに出場するなど中国の射撃界における第一人者であったことから、「六朝元老」「中国射击教父（中国のゴッドファーザー）」と呼ばれている。

## 略歴
1977年に遼寧アマチュア体育学校に入り射撃を練習を始めた後、翌1978年に遼寧省の射撃チームに選ばれ、さらに1979年には国の代表チームに選出された。1994年に国家体育委員会の射撃アーチェリースポーツ管理センターに入り、2000年12月から清華大学経済管理学院で学んだ。1984年から6大会連続で夏のオリンピックに出場し、現在は射撃の代表チームに副監督、ヘッドコーチを兼任する選手として登録されている。

### オリンピック
初めて参加した1984年のロサンゼルスオリンピックでは、男子50mピストルで銅メダルを獲得した。なお、同じく中国から参加していた許海峰は同種目で金メダルを獲得し、これが中国にとって初のオリンピック金メダルとなっている。1988年ソウルオリンピックの後、張秋萍と結婚した。1992年に開催されたバルセロナオリンピック、男子10mエアピストルで初めての金メダルを獲得する。
4度目の出場となった1996年アトランタオリンピックでは、男子10mエアピストルの予選でこそイタリアのロベルト・ディ・ドンナに対し587対585と2点上回り、決勝でもリードを続けていたものの、体調不良により最後の一発が6.5点という失敗射撃となり、さらにそのまま昏倒してしまった。最終的にロベルト・ディ・ドンナが684.2対684.1と0.1点上回り、連覇は果たせず銀メダルに終わった。
2000年シドニーオリンピックでは、男子10mエアピストルでフランスのフランク・デュムランと競り合い、予選ではオリンピック記録となる590点で並んだ。しかし決勝では2点差で及ばず、2大会連続の銀メダルを獲得した。
2004年のアテネオリンピックには、中国選手団における最年長選手として出場した。男子10mエアピストル予選で再び590点の好成績を出したが、ロシアのミハイル・ネストルエフが591点を記録しリードを許した。決勝で差を詰めた王義夫は、最終的に690対689.8という0.2点差で3大会ぶり2度目の金メダルを手にした。